# 米尔莫斯科直升机工厂
米爾莫斯科直升机工厂由苏联航空工程师米哈伊尔·米尔始建，主要生产米系列直升机。

## 米系列直升機
- Mi-1，1948年 - 輕型通用直升機
- Mi-2，1965年 - 輕型通用直升機

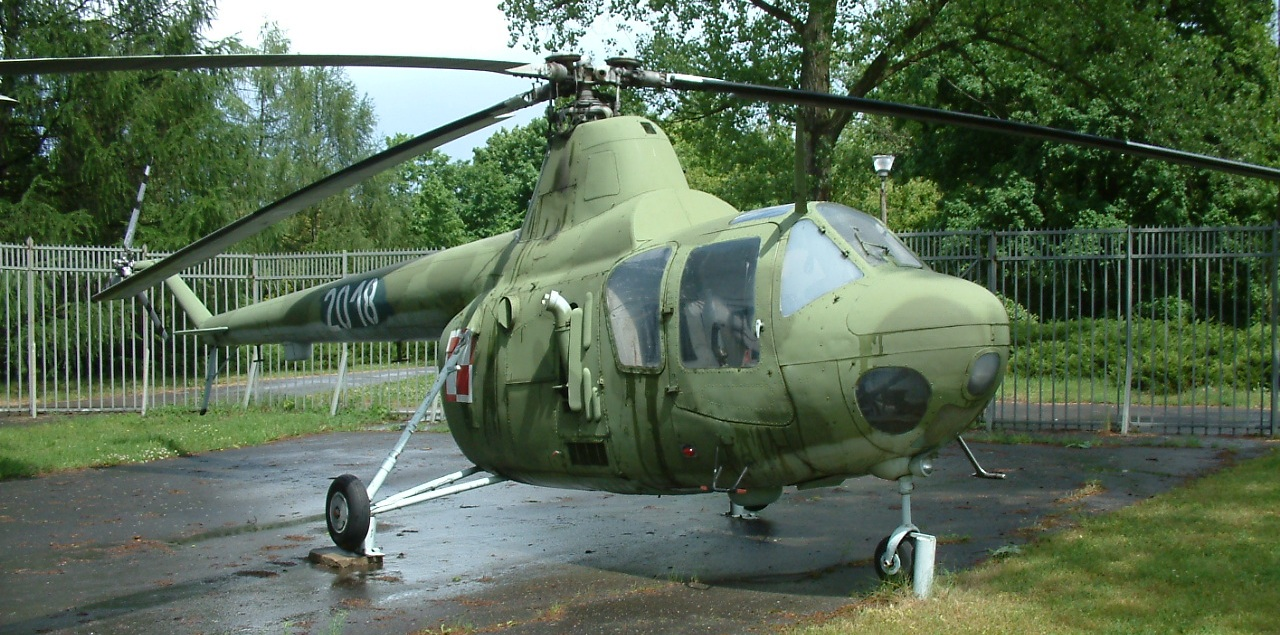
Mi-1直升机

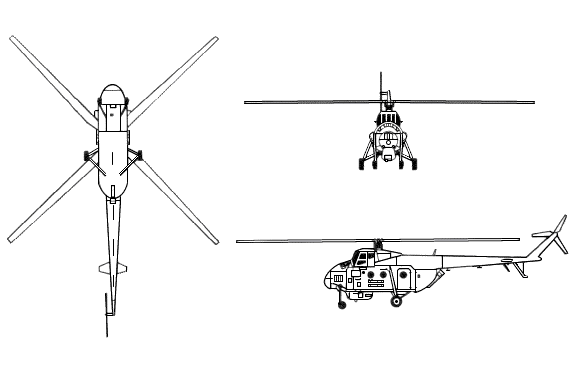
Mi-4“猎犬”直升机

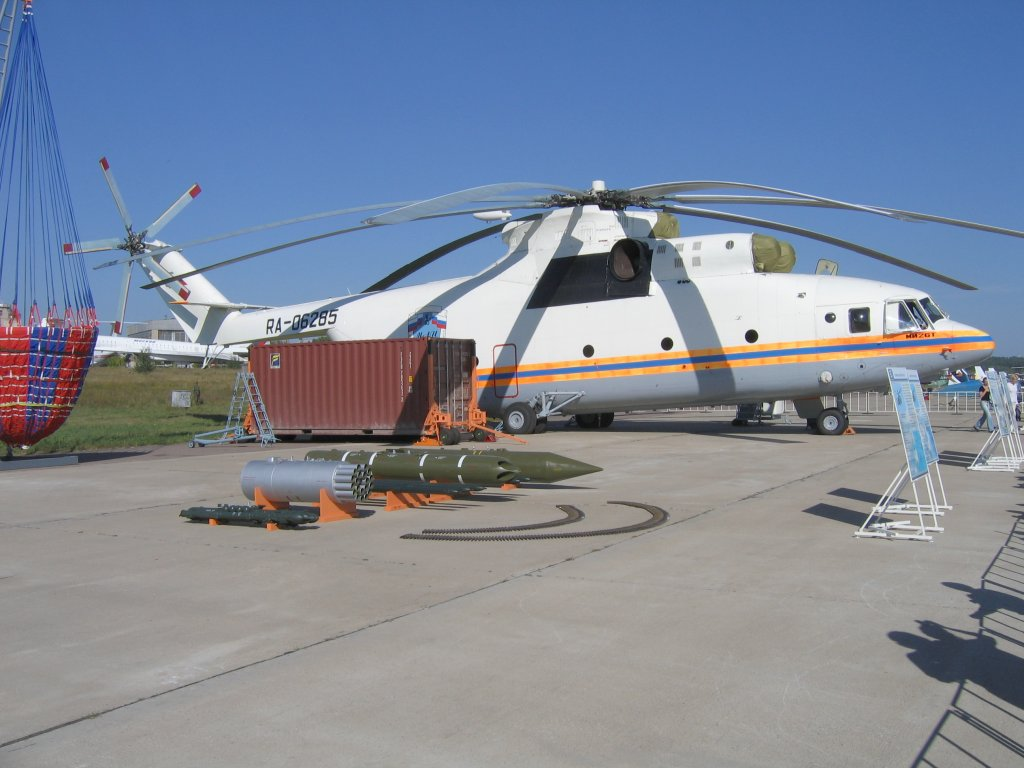
Mi-26T直升机

- Mi-3，1960年代 - 輕型通用直升機
- Mi-4，1955年 - 運輸和反潜直升機
- V-5，1950年代後期 - 中型單渦輪軸發動機運輸直升機
- Mi-6，1957年 - 重型運輸直升機
- V-7，1950年代後期 - 實驗型四座直升機
- Mi-8，1968年 - 多用途直升機
- Mi-10，1962-1963年 - skycrane，機輪支架可延長
- V-12，1960年代後期 - 實驗重型直升機，世界上最大的直升機
- Mi-14，1978年 - 反潜直升機
- V-16，1960年代後期 - 重型貨物/運輸直升機
- Mi-17，1974年 - 運輸直升機
- Mi-18，只有原型
- Mi-20，超輕型直升機
- Mi-22，計劃中,未建成]]
- Mi-24，1978年 - 重型[[戰鬥直升機
- Mi-25，Mi-24 的出口版
- Mi-26，现役世界上最大的直升機
- Mi-28，1984 - 戰鬥直升機
- Mi-30，垂直起飛的飛機,計劃中,未建成
- Mi-32，超重型直升機,三轉子渦輪軸發動機,未建成
- Mi-34，1986年 - 輕型直升機
- Mi-35，Mi-24的出口版
- Mi-36，只有計劃
- Mi-38，2000年 - 多用途直升機
- Mi-40，計劃中,未建成
- Mi-42，計劃中,未建成
- Mi-44，計劃中,未建成
- Mi-46，計劃中,未建成
- Mi-54，2010年 - 通用直升機
- Mi-60，計劃中,未建成
- Mi-115，計劃中,未建成 (Mi-60)
- Mi-171，Mi-17的版本
- Mi-172，Mi-17的版本
- Mi-234，Mi-34的版本
- Mi-X1，計劃中,未建成

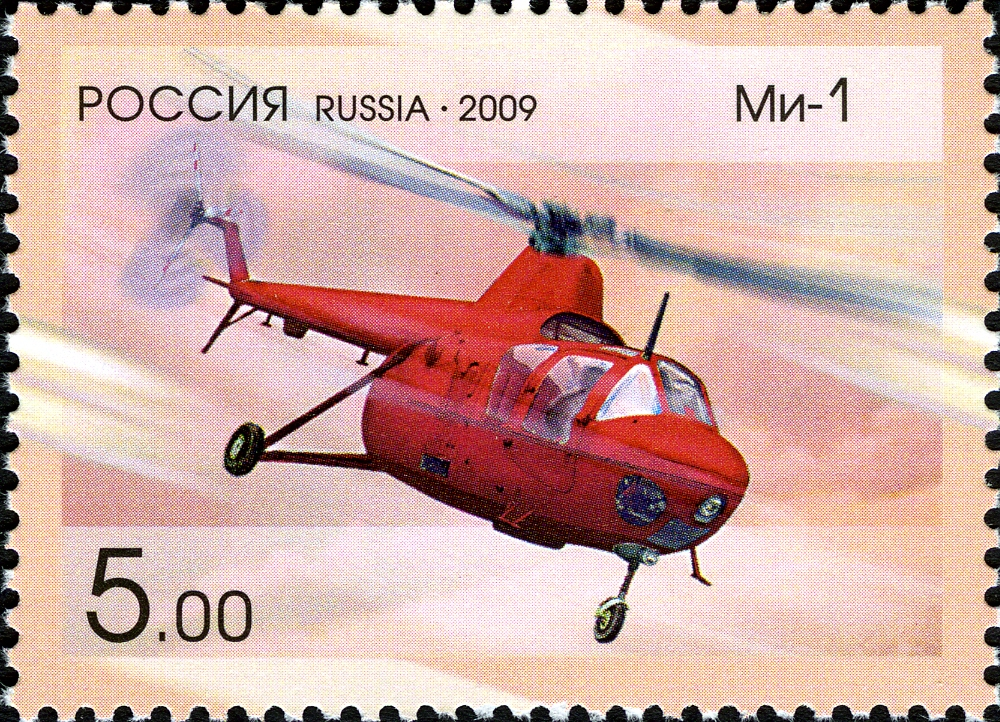
Mi-1
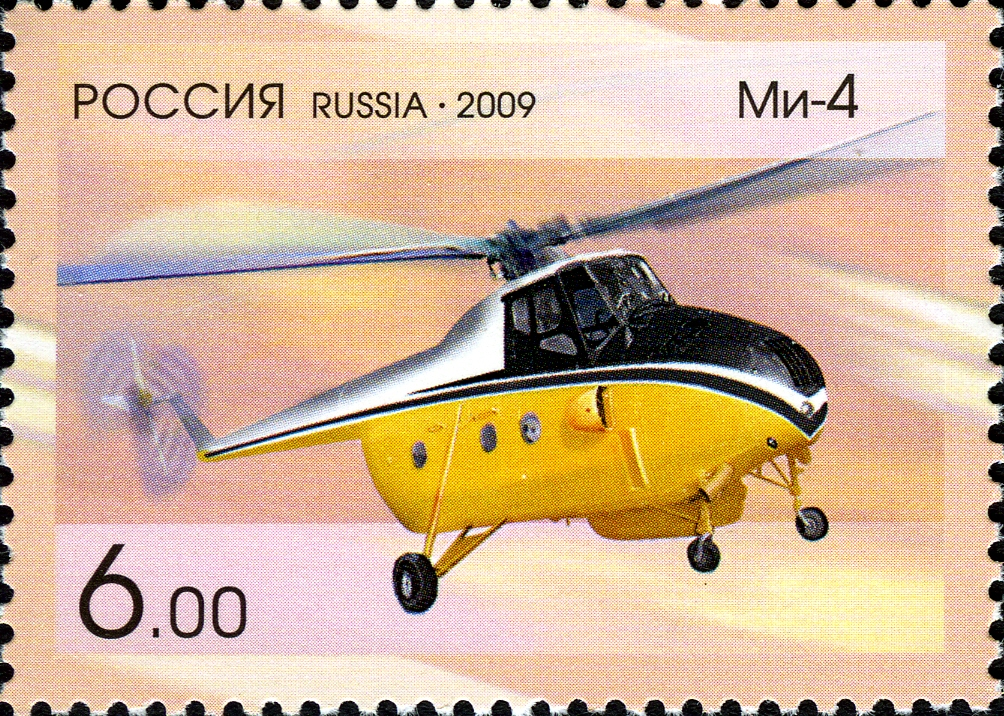
Mi-4
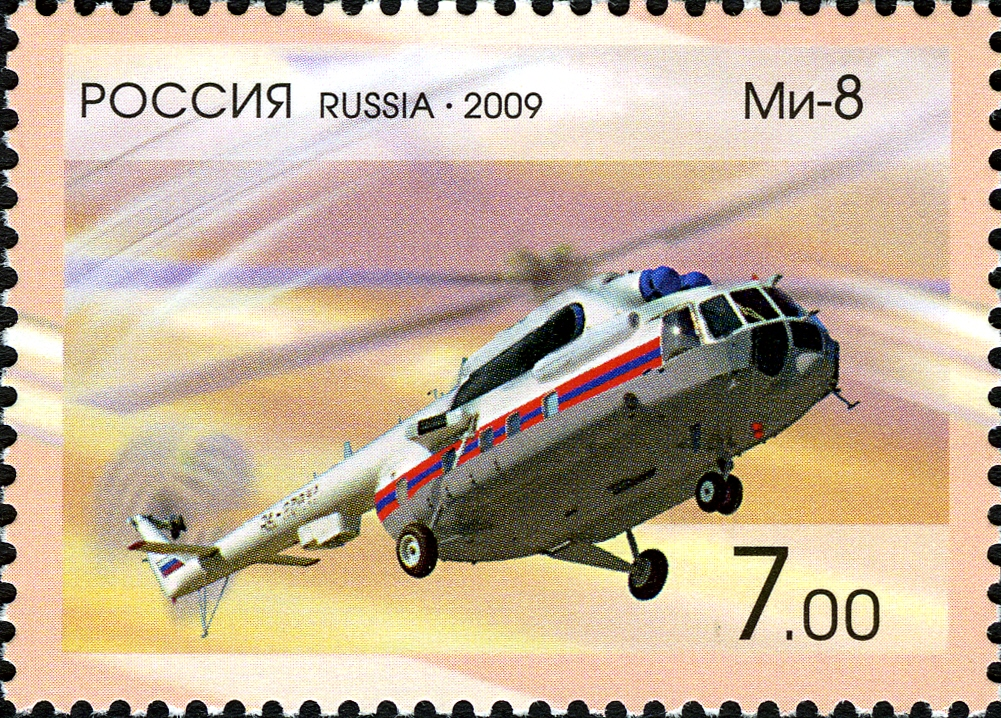
Mi-8
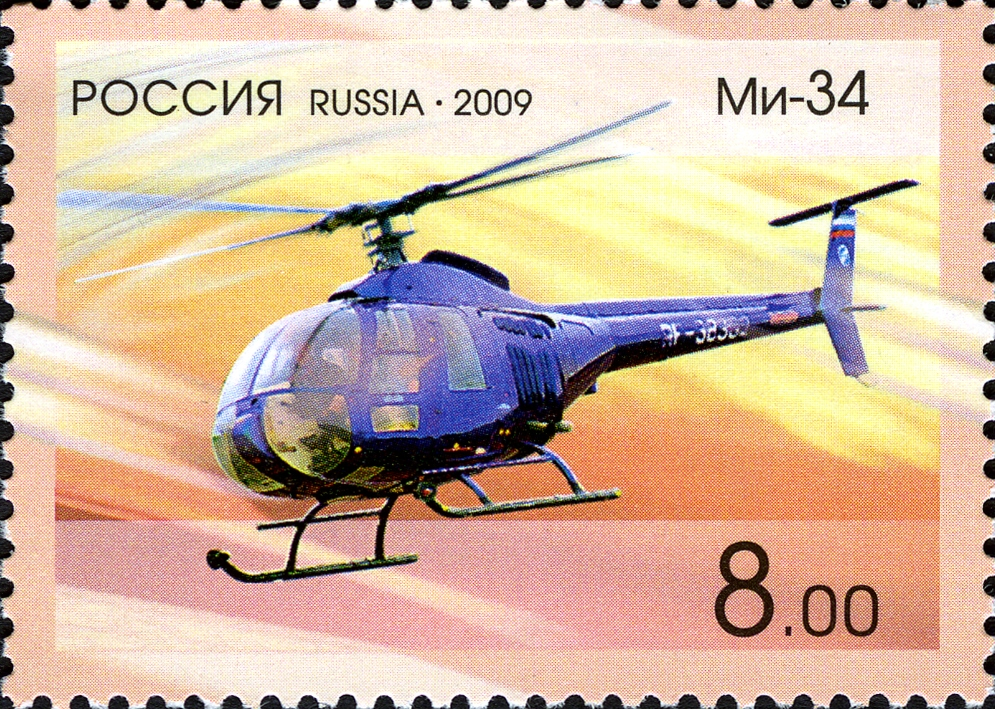
Mi-34
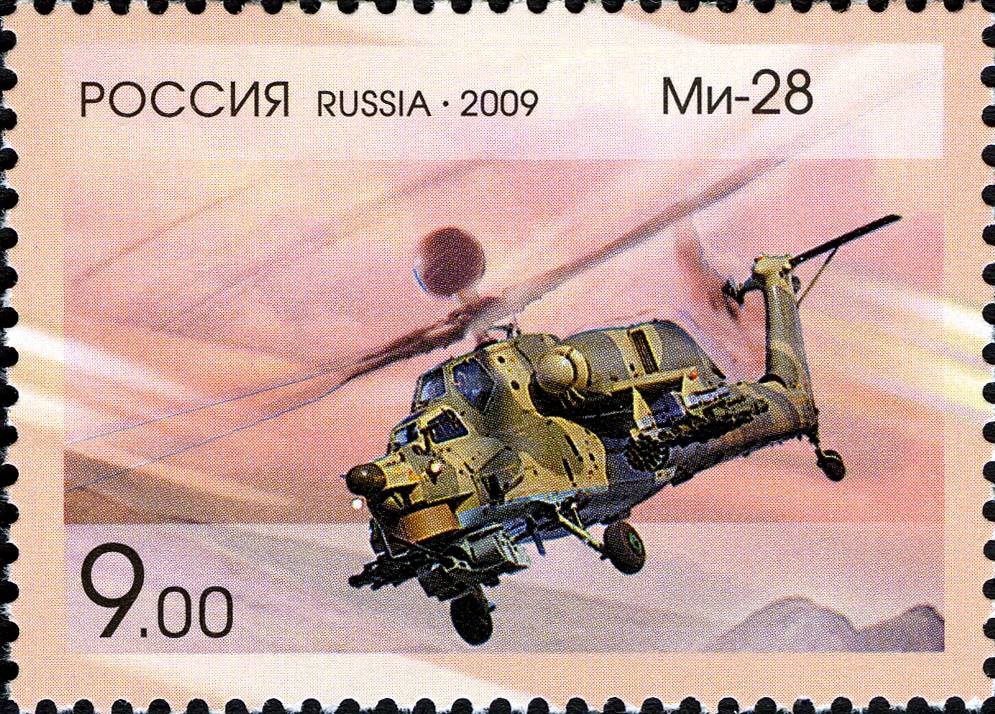
Mi-28